# Canton (Géorgie)
Pour les articles homonymes, voir Canton (homonymie).
La ville américaine de Canton est le siège du comté de Cherokee, dans l’État de Géorgie. Lors du recensement de 2010, sa population s’élevait à 22 958 habitants.

## Démographie
| 1870 | 1880 | 1890 | 1900 | 1910  | 1920  |
| ---- | ---- | ---- | ---- | ----- | ----- |
| 214  | 363  | 659  | 847  | 2 002 | 2 679 |

| 1930  | 1940  | 1950  | 1960  | 1970  | 1980  |
| ----- | ----- | ----- | ----- | ----- | ----- |
| 2 892 | 2 651 | 2 716 | 2 411 | 3 654 | 3 601 |

| 1990  | 2000  | 2010   | - | - | - |
| ----- | ----- | ------ | - | - | - |
| 4 817 | 7 709 | 22 958 | - | - | - |

## Source
- (en) Cet article est partiellement ou en totalité issu de l’article de Wikipédia en anglais intitulé « Canton, Georgia » (voir la liste des auteurs).